# Война мертвецов
«Война мертвецов» (англ. War of the Dead, другое название «Война Стоуна» / Stone’s War) — американо-литовский фильм ужасов 2011 года, снятый режиссёром Марко Мякилааксо.

## Сюжет
1941 год. Финляндия. Элитный взвод американских и финских солдат получает задание — захватить секретный бункер, находящийся на территории, контролируемой РККА. Наткнувшись на позиции советских солдат, потеряв половину личного состава, взвод вынужден был отступить. В ночном лесу на взвод нападают солдаты-зомби, среди которых находились и их товарищи, погибшие в бою с советскими солдатами. Уцелевшая часть группы сталкивается с советским солдатом Колей, который помогает им укрыться от зомби, а после указывает дорогу, ведущую к секретному нацистскому бункеру. Попав в бункер, они находят лабораторию, в которой нацисты ранее проводили опыты с военнопленными советскими солдатами по созданию вечной жизни. Вступив в сражение с зомби, кишащими в подземелье бункера, лишь немногим удаётся выжить и выбраться на поверхность…

## В ролях
| Актёр             | Роль                              |
| ----------------- | --------------------------------- |
| Эндрю Тирнан      | капитан Мартин Стоун              |
| Микко Леппилампи  | лейтенант Лааксо                  |
| Самули Вуарамо    | Коля (в титрах — Самуэль Вуарамо) |
| Йоуко Ахола       | капитан Ниеми                     |
| Андреас Уилсон    | помощник оператора                |
| Антти Рейни       | сержант Халонен                   |
| Магдалена Гурска  | Даша                              |
| Марк Уингетт      | оператор Шельман                  |
| Джеффри Берси     | старик                            |
| Андрюс Паулавичус | русский солдат                    |

## Съёмочная группа
- Режиссёр: Марко Мякилааксо
- Продюсеры: Барр Б. Поттер, Рамунас Скикас
- Сценарист: Марко Мякилааксо
- Оператор: Ханну-Пекка Ватикайнен
- Композиторы: Нил Акри, Джоэл Голдсмит

## Критика
Brian W. Collins написал ревью на картину.

## Номинации
- Toronto After Dark Film Fistival[англ.] — номинация (2011)[3]
- Юсси — номинация (2013)[4]